# غايلورد بيري
غايلورد بيري (بالإنجليزية: Gaylord Perry) هو لاعب كرة قاعدة أمريكي، ولد في 15 سبتمبر 1938 في ويليامستون في الولايات المتحدة.

## وصلات خارجية
- غايلورد بيري على موقع دوري كرة القاعدة الرئيسي (الإنجليزية)
- غايلورد بيري على موقعبيزبول رفرنس.كوم (الدوري الرئيسي) (الإنجليزية)
- غايلورد بيري على موقعبيزبول رفرنس.كوم (الدوري الثانوي) (الإنجليزية)
- غايلورد بيري على موقع جمعية أبحاث البيسبول الأمريكية (الإنجليزية)
- غايلورد بيري على موقع إي إس بي إن.كوم (أم.أل.بي) (الإنجليزية)
- غايلورد بيري على موقع مشجعي الرسوم البيانية (الإنجليزية)
- غايلورد بيري على موقع قاعة مشاهير كرة القاعدة (الإنجليزية)
- غايلورد بيري على موقع قاعة كارولاينا الشمالية للمشاهير الرياضية (الإنجليزية)
- غايلورد بيري على موقع الموسوعة البريطانية (الإنجليزية)
- غايلورد بيري على موقع إن إن دي بي (الإنجليزية)